# Filippo Turati
Filippo Turati (Canzo, Llombardia, 1857 - París, 1932). Polític i publicista italià.
Fou un dels primers i més importants líders del socialisme italià i fundador, el 1892, del Partito dei Lavoratori Italiani, que el 1893 es convertí en Partito Socialista dei Lavoratori Italiani, i que més tard (1895) adoptà el nom de Partito Socialista Italiano.

## Els primers anys
Nascut a Canzo, província de Como, es va llicenciar en dret a la Universitat de Bolonya el 1877 i va participar en el moviment Scapigliatura a Milà, publicant poesia. El seu Inno dei Lavoratori, es va convertir en la cançó més popular del naixent moviment obrer. Turati es va interessar aviat per la política i es va sentir atret pel moviment democràtic, abans de formar part dels grups socialistes primerencs. El seu treball sociològic més important d'aquest període és Il Delitto e la Questione Sociale, on examina com afecten les condicions socials el fenomen de la delinqüència. Va conèixer la seva companya, Anna Kulischov, mentre treballava fent una enquesta sobre les condicions socials de la població a Nàpols. Kulischov era una exiliada russa anarquista que s'havia passat al socialisme en companya d'Andrea Costa. Kulischov i Costa ja s'havien separat quan es conegueren. Els dos van viure junts fins a la mort de Turati el 1925.

## El Partito Operaio Italiano
El 1886, Turati va recolzar obertament el Partito Operaio Italiano, fundat a Milà el 1882 pels artesans Giuseppe Croce i Costantino Lazzari. Després, el 1889, va fundar la Lega Socialista Milanese, inspirada en un socialisme no dogmàtic i que rebutjava públicament l'anarquisme. En aquest context, Filippo Turati va escriure, en els primers mesos de 1886, l'Inno dei Lavoratori, a petició de Costantino Lazzari. La música va ser composta per Amintore Claudio Flaminio Galli.

## La revista Crítica Sociale
Turati va difondre les seves idees a través de la revista Critica Sociale, fundada pel seu amic Arcangelo Ghisleri. Aquesta publicació influí força en el moviment obrer italià, essent cabdal per a l'augment de la influència del socialisme en el moviment obrer. Va ser la revista marxista més influent a Itàlia abans de la Primera Guerra Mundial. Clausurada pel règim feixista de Benito Mussolini, va ser restablerta després de la Segona Guerra Mundial i ha perdurat fins a l'actualitat.

## El Partito Socialista Italiano
En el congrés obrer celebrat a Milà els dies 2 i 3 d'agost de 1891, Turati es va presentar amb l'objectiu de "crear en un any un partit que uneixi els treballadors italians", tal com va anunciar al diari "Lotta di classe", que es va converit aleshores en un periòdic dirigit formalment per Camillo Prampolini, però de fet guiat per la parella Turati-Kuliscioff. Turati també va col·laborar amb el periòdic "La Martinella", òrgan dels socialistes toscans.
Les intencions de Turati, de crear un organisme en el qual es reunissin totes les organitzacions populars, obreres i camperols, es van materialitzar en el congrés de Gènova de 1892, en el qual va néixer el Partito dei Lavoratori Italiani, que el 1893 esdevingué el Partito Socialista dei Lavoratori Italiani, i el 1895 el Partito Socialista Italiano, una formació política implantada en el moviment obrer, que també feia seva la lluita parlamentària per defensar els drets dels treballadors.

## La pràctica política de Turati
Els anys següents a la fundació del partit, el govern italià va intentar il·legalitzar-lo. Turati, aleshores, va defensar aliances amb altres forces democràtiques italianes, amb la finalitat de derrotar les polítiques reaccionàries del govern i fer avançar les causes progressistes. El 1898, Turati fou arrestat i acusat de ser l'inspirador d'una revolta popular que va esclatar contra l'augment del preu del pa. Va ser alliberat l'any següent.
Elegit diputat el 1896, adoptà posicions cada vegada més moderades, afins a les de Giolitti, del qual rebé una invitació per a entrar en el seu govern, la qual acceptà. El 1922 abandonà el PSI i fundà el Partito Socialista Unitario.
El 1901, d'acord amb les seves exigències "minimalistes" (l'anomenat programa mínim, que es fixava objectius de reforma parcials, que els socialistes reformistes pretenien pactar amb forces polítiques moderades o implementar directament si eren al govern), Turati va donar suport primer al govern liberal moderat presidit per Giuseppe Zanardelli i després (1903) al de Giovanni Giolitti, que el 1904 va aprovar importants disposicions en legislació social (lleis sobre protecció del treball de les dones i els nins, accidents, invalidesa i vellesa; comitès assessors per al treball; obertura a les cooperatives).
Tanmateix, a causa de la política posada en pràctica per Giolitti que va afavorir només els treballadors més ben organitzats, el corrent d'esquerres del PSI, liderat per Antonio Labriola i Enrico Ferri, va posatsituar el corrent de Turati en minoria al congrés celebrat a Bolonya el 1904.
El corrent gradualista va tornar a prevaler al congrés de 1908, en aliança amb els fonamentalistes d'Oddino Morgari. En els anys següents, Turati va representar la principal personalitat del grup parlamentari del PSI. En aquest càrrec va ser l'interlocutor privilegiat de Giolitti, que aleshores seguia una política d'atenció a les forces d'esquerra.
La guerra de Líbia de 1911, però, va causar una fractura irreparable entre el govern de Giolitti, defensor de l'empresa colonial i el PSI, en el qual tornaven a prevaler els corrents més a l'esquerra i menys moderats.
Es va mostrar favorable a l'Intervencionisme després de la derrota de Caporetto de 1917, convençut que en aquest moment defensar la pàtria en perill era més important que la lluita de classes. A la postguerra i després de la Revolució russa el PSI s'inclina cada vegada més cap a posicions revolucionàries, marginant els reformistes. L'octubre de 1922 Turati va ser expulsat del partit, fundant aleshores el Partito Socialista Unitario, juntament amb Giuseppe Modigliani i Claudio Treves. Després de l'assassinat de Giacomo Matteotti va participar en la secessió de l'Aventino.

## El pensament
Turati es definia com a marxista, interpretant aquest corrent socialista de manera no dogmàtica: l'emancipació del proletariat constitueix l'objectiu, però s'ha d'intentar obtenir-la a través de reformes progressives.
Tot el que pot conduir a una millora és bo i el socialisme és l'estrella polar de la societat, però de vegades en el seu benefici està bé cooperar amb el capitalisme. Hi ha situacions en què la cooperació amb altres forces no obreres no pot ser rebutjada pels socialistes, les reformes poden ser més positives que les contraposicions de classe, hi ha molts socialismes diversos que poden adequar-se als diversos estats i a les diverses èpoques.
El de Turati era un socialisme que rebutjava els canvis revolucionaris. Turati era, tot i això, un socialista a tots els efectes perquè tenia com a objectiu la transferència de la propietat dels mitjans de producció a la banda pública. El proletariat no es podia emancipar de cop, no es podia creure en la "il·luminació" revolucionària: no revolució, sinó evolució gradual.
El temps d'avanç cap el socialisme serà un llarg periode històric fet de mediacions i de racionalitat: el proletariat assolirà la maduresa a través de les reformes, el reformisme és l'instrument per arribar a la saviesa i d'acostumar el proletariat a la seva futura evolució. Les tasques del reformisme són les d'educar la consciència i crear la solidaritat real entre les classes no privilegiades.
Per Turati, si el proletariat és immadur, la revolució seria perjudicial: el maximalisme significa contestació, no millora les condicions del proletariat, ni és segur que porti a resultats evocar una salvatge lluita de classes, així, la guerra de classes portaria a la destrucció de l'economia, constrenyent a el proletariat a una misèria encara més crua.
Turati era un pensador pacifista: la guerra no pot resoldre cap problema. Era adversari del feixisme però també ho era de la Revolució Russa, que per a ell fou un fenomen geogràficament limitat i no exportable i en el qual no es va fer servir la intel·ligència, la llibertat i la civilització.
Per Turati el feixisme no és només la manca de llibertats sinó una amenaça per a l'ordre mundial: identifica elements comuns entre el feixisme i el comunisme perquè tots dos rebutgen els valors del parlamentarisme. Des d'aquest punt de vista, val la pena obrir la porta una mica al liberalisme democràtic per defensar la llibertat.

## L'exili a França
Ferm adversari del feixisme, s'exilià a París (1926), on continuà lluitant per la represa de la lluita socialista, i gràcies a l'entesa amb Pietro Nenni aconseguí de restablir la unitat del partit socialista.